# 悔しいことは蹴っ飛ばせ
「悔しいことは蹴っ飛ばせ」（くやしいことはけっとばせ）は、小松未可子の楽曲。小松の11枚目のシングルとして2021年5月26日に発売された。発売元はトイズファクトリー。

## 概要
小松のシングルとしては前作「Maybe the next waltz」から約3年7ヵ月ぶりのリリースとなる。
表題曲は自身が出演するテレビアニメ『さよなら私のクラマー』のエンディングテーマに起用されている。
シングルは初回生産限定盤（TFCC-89707～89708）と通常盤（TFCC-89709）の2種リリースで、初回生産限定盤には表題曲のPVとライブ「小松未可子TOUR 2018 “Personal Terminal” at TSUTAYA O-EAST」を収録したBDが同梱されている。

## 背景
前作の発表以降、小松は時世柄ライブやイベントがなくなったことから活動の方向性を見失いかけていた。また、アニメの収録現場などでも人と会う機会が減っていたことから、Q-MHzと再会したときも緊張していたという。
メロディーについては小松いわく、制作サイドの「さわやかなエンディングにしたい」という意図があったことから、当初のデモの段階ではキーが高めでポップなニュアンスがより強かったが、録音時に少しだけキーを下げて、抜けのいい聞こえになればいいなと意識して歌ったとのことである。音域に関しては、それまでの1、2年で声のトーンが低いキャラクターを演じることが増えてきたことから、従来と比べると少しずつ低音のパートも増やしていている。

## シングル収録内容
| 全作詞・作曲: Q-MHz。 |                                          |           |            |            |      |
| #                     | タイトル                                 | 作詞      | 作曲・編曲 | 編曲       | 時間 |
| 1.                    | 「悔しいことは蹴っ飛ばせ」               | Q-MHz     | Q-MHz      | Q-MHz      | 4:13 |
| 2.                    | 「永遠と言ってみたい」                   | Q-MHz     | Q-MHz      | 山本真央樹 | 3:48 |
| 3.                    | 「悔しいことは蹴っ飛ばせ」(Instrumental) | Q-MHz     | Q-MHz      |            | 4:13 |
| 4.                    | 「永遠と言ってみたい」(Instrumental)     | Q-MHz     | Q-MHz      |            | 3:48 |
| 合計時間:             | 合計時間:                                | 合計時間: | 16:02      |            |      |

| #  | タイトル                                | 作詞 | 作曲・編曲 |
| -- | --------------------------------------- | ---- | ---------- |
| 1. | 「悔しいことは蹴っ飛ばせ」(Music Video) |      |            |

| #   | タイトル                           | 作詞 | 作曲・編曲 |
| --- | ---------------------------------- | ---- | ---------- |
| 1.  | 「my dress code」                  |      |            |
| 2.  | 「Swing heart direction」          |      |            |
| 3.  | 「Jump Jump Halation!」            |      |            |
| 4.  | 「short hair EGOIST」              |      |            |
| 5.  | 「だから返事はいらない」           |      |            |
| 6.  | 「Happy taleはランチの後で」       |      |            |
| 7.  | 「Lonely Battle Mode」             |      |            |
| 8.  | 「海辺で逢いましょう」             |      |            |
| 9.  | 「Pains」                          |      |            |
| 10. | 「Maybe the next waltz」           |      |            |
| 11. | 「カオティック・ラッシュ・ナイト」 |      |            |
| 12. | 「SPICE MISSION」                  |      |            |
| 13. | 「Restart signal」                 |      |            |
| 14. | 「HEARTRAIL」                      |      |            |
| 15. | 「おねがいフューチャー」           |      |            |
| 16. | 「Imagine day, Imagine life!」     |      |            |
| 17. | 「Romantic noise」                 |      |            |
| 18. | 「エンジェルナンバー」             |      |            |
| 19. | 「Catch me if you JAZZ」           |      |            |